# Albatrellaceae
Albatrellaceae is een botanische naam, voor een familie van schimmels. Volgens Index Fungorum bestaat de familie uit de negen geslachten en 71 soorten (peildatum december 2021).

## Geslachten
De familie bestaat uit de volgende negen geslachten:
| Naam           | Aantal soorten |
| -------------- | -------------- |
| Albatrellopsis | 4              |
| Albatrellus    | 21             |
| Byssoporia     | 1              |
| Jahnoporus     | 4              |
| Leucogaster    | 25             |
| Leucophleps    | 3              |
| Mycolevis      | 1              |
| Polyporoletus  | 4              |
| Scutiger       | 8              |